# Star Fucking Hipsters
Star Fucking Hipsters — американская панк-рок группа из Нью-Йорка, работающая с лейблами Fat Wreck Chords и Alternative Tentacles records. Коллектив называют «панк-супергруппой», в состав которой входят участники многих известных групп, включая Leftover Crack, Ensign и The Ergs!.

## История

### Формирование коллектива (2005)
Группа была основана в 2005 году вокалистом и гитаристом Leftover Crack Скоттом Старжионом (Stza) и барабанщиком Брэндоном Шевалье-Коллингом. Однако вскоре после этого они отошли от дел из-за смерти Брэндона. Stza решил продолжить работу группы в том же составе, состоящим из вокалиста Кисстона (из Help Me Help Me I Can’t Breathe), гитариста Джейми Тулона (из Old Skull) и барабанщика Джиджи (из Another Dying Democracy). Этот состав отыграл два концерта летом 2005 года, прежде чем распасться.

### Until We’re Dead(2006—2009)
В следующем году Stza записал семь новых песен с барабанщиком Leftover Crack Арой Бабаджяном и гитаристом Ensign Фрэнком Пьегаро. Три песни были выбраны для включения в совместный альбом Leftover Crack и Citizen Fish «Deadline», остальные четыре стали основой для первого альбома Star Fucking Hipsters. Группа продолжила работу в новом составе, включавшем Stza, Babajian, Piegaro, вокалистки Нико де Гайо (из Casa De Chihuahua) и басиста Юлы Беери (из World Inferno Friendship Society и Nanuchka). Их дебютный альбом Until We’re Dead был выпущен лейблом Fat Wreck Chords 30 сентября 2008 года. 23 декабря 2008 года группа выпустила клип на песню «Two Cups of Tea». Вскоре после этого Бабаджян и Беери покинули группу, их заменили барабанщик Брайан «Пнут» Козух и басист Крис Потье из группы BIG Attack!.

### Never Rest in Peace(2009—2011)
Второй альбом группы Never Rest In Peace был выпущен 20 октября 2009 года лейблом Alternative Tentacles. Клип на песню «3000 Miles Away» с участием актёра Итана Супли был снят в ноябре 2009 года и премьера состоялась Punknews.org в январе 2010 года. За это время группа была показана в новелле Тао Линя 2009 года «Магазинная кража из American Apparel», в котором они исполнили полуночный сет в «The Kickstand» на 7-м фестивале The Fest в Гейнсвилле.

### From the Dumpster to the Grave(2011—настоящее время)
Третий альбом группы с рабочим названием «Ska Fucking Hipsters» позже был переименован в «From the Dumpster to the Grave». Для записи альбома Майки Эрг, бывший участник The Ergs!, присоединился к группе, заменив P.Nut в роли барабанщика. Было объявлено, что фолк-панк/анархо-панк группа Blackbird Raum и Бутс Райли из политической хип-хоп группы The Coup также внесут свой вклад в новый альбом.
27 марта 2011 года группа объявила через Facebook, что Нико покидает группу, сказав: «Нам грустно объявлять об уходе Нико де Галло из нашего состава после более чем трёх весёлых лет! Всем будет её не хватать. Начиная со вторника, Келси из оклендской супер-группы Chump-Change будет исполнять вокальные партии совместно со мной, вашим скромным ведущим новостей, Стерджилом Кризилом». Хотя она ушла и была быстро заменена, Нико уже записала весь свой вокал для третьего альбома группы.
Также 5 апреля 2011 года через Facebook было объявлено, что группа планирует выпустить 7-дюймовый сплит с хардкор-панк/трэш-группой Jesus Fucking Christ на лейбле Inimical Records. SFH внесли свой вклад в три песни для сплита, включая кавер-версию песни Rudimentary Peni «Media Person».
Альбом From the Dumpster to the Grave был выпущен 11 октября 2011 года лейблом Fat Wreck Chords. Вечеринка по случаю выпуска пластинки стала последним концертом группы в этом году. Долгожданный 7-дюймовый сплит с участием Jesus Fucking Christ, известный как «The Fucking Split», был выпущен 26 июня 2012 года. Также было подтверждено, что группа выступит на фестивале Rebellion в 2012 году совместно с Choking Victim Show — группой, в состав которой входят Stza и участники ирландской ска-панк-группы Chewing on Tinfoil, исполняющие песни Choking Victim.

## Участники группы
- Stza — вокал, гитара (2005—2013)
- Фрэнк Пьегаро — гитара (2006—2013)
- Крис Потье — бас-гитара (2009—2013)
- Майки Эрг — ударные (2011—2013)
- Келси «Kill-C» — вокал (2011—2013)
- Брэндон Шевалье-Коллинг — ударные (2005)
- Кисстон — вокал (2005)
- Джейми Тулон — гитара (2005)
- Джиджи — барабаны (2005)
- Ара Бабаджян — барабаны (2006—2008)
- Нико де Гайо — вокал (2006—2011)
- Юла Беери — бас-гитара (2006—2009)
- Алекс Шарпантье — ударные (2008—2009)
- Брайан «Пнут» Кожух — барабаны (2009—2011)

## Дискография
- Until We’re Dead — (2008)
- Never Rest in Peace — (2009)
- From the Dumpster to the Grave — (2011)
- The Fucking Split (Split with Jesus Fucking Christ) — (2012)